# شم البصل القبلية
قرية شم البصل القبلية هي إحدى القرى التابعة لمركز مغاغة بمحافظة المنيا في جمهورية مصر العربية. حسب إحصاءات سنة 2006، بلغ إجمالي السكان في شم البصل القبلية 10196 نسمة، منهم 5276 رجلا و4920 امرأة.